# الغواصة الألمانية يو-1052
غواصة يو-1052 غواصة يو بوت ألمانية من غواصة الفئة السابعة سي بنيت لسلاح بحرية ألمانيا النازية كريغسمارينه، في أحواض فريدريش كروب خلال الحرب العالمية الثانية.

## التصميم
إجمالي طولها 67.10 م، وطول هيكل الضغط 50.50 م، وارتفاع 9.60 م، تتمتع الغواصة بمحركي ديزل من نوع جيرمانيا ويفرت اف 46 رباعي الدفع وست أسطوانات ينتج ما مجموعه 2800 إلى 3200 حصان للاستخدام أثناء اعلى سطح المياه، لها محركان كهربائيان مزدوج المفعول ينتجان 750 حصان متري للاستخدام أثناء الغطس كما لديها عمودان ومراوح بطول 1.23 متر تصل الى أعماق بحد أقصى230 مترًا.
أقصى سرعة للغواصة 17.7 عقدة بما يعادل 32.8 كم / ساعة وأقصى سرعة اثناء الغطس تبلغ 7.6 عقدة بما يعادل 14.1 كم / ساعة.تتزود الغواصة بخمسة أنابيب طوربيد مقاس 53.3 سم لها أربعة مثبتة في القوس والخامس في المؤخرة، و 26 لغم، ومدفع بحري مقاس 8.8 سم، و220 طلقة.

## تاريخ الخدمة
في 9 مايو 1945 ، استسلم يو-1052 في برغن بالنرويج. تم نقلها لاحقًا إلى اسكتلندا في 30 مايو 1945. من بين 156 غواص من نوع يو التي استسلمت لقوات الحلفاء في نهاية الحرب ، كانت يو-1052 واحدة من 116 تم اختيارها للمشاركة في عملية ديد-لايت . تم سحبها في 9 ديسمبر 1945، وتم إغراقها.